# Sân bay Bahawalpur
Sân bay Bahawalpur (IATA: BHV, ICAO: OPBW) là một sân bay nằm cách trung tâm thành phố Bahawalpur 3,7 km, ở vùng hạ Punjab. Đây là một trong những sân bay ít hoạt động nhất ở Pakistan. Một nhà ga mới vừa mới được xây xong. Ngày 21 tháng 1 năm 2007, giai đoạn 2 của Sân bay Sheikh Rashid bin Saeed Al Maktoum ở Bahawalpur, Pakistan đã được khánh thành.

## Các hãng hàng không và các tuyến điểm
- Pakistan International Airlines (Islamabad, Karachi, Lahore, Dera Ghazi Khan)[6]